# Carl Hårleman
Carl Hårleman (Västerås, 23 de junho de 1886 — Halmostádio, 20 de agosto de 1948) foi um ginasta sueco que competiu em provas de ginástica artística. Hårleman é o detentor de uma medalha olímpica, conquistada na edição britânica, os Jogos de Londres, em 1908. Nesta ocasião, competiu como ginasta na prova coletiva. Ao lado de outros 37 companheiros, conquistou a medalha de ouro, após superar as nações da Noruega e da Finlândia.